# Червоний конверт

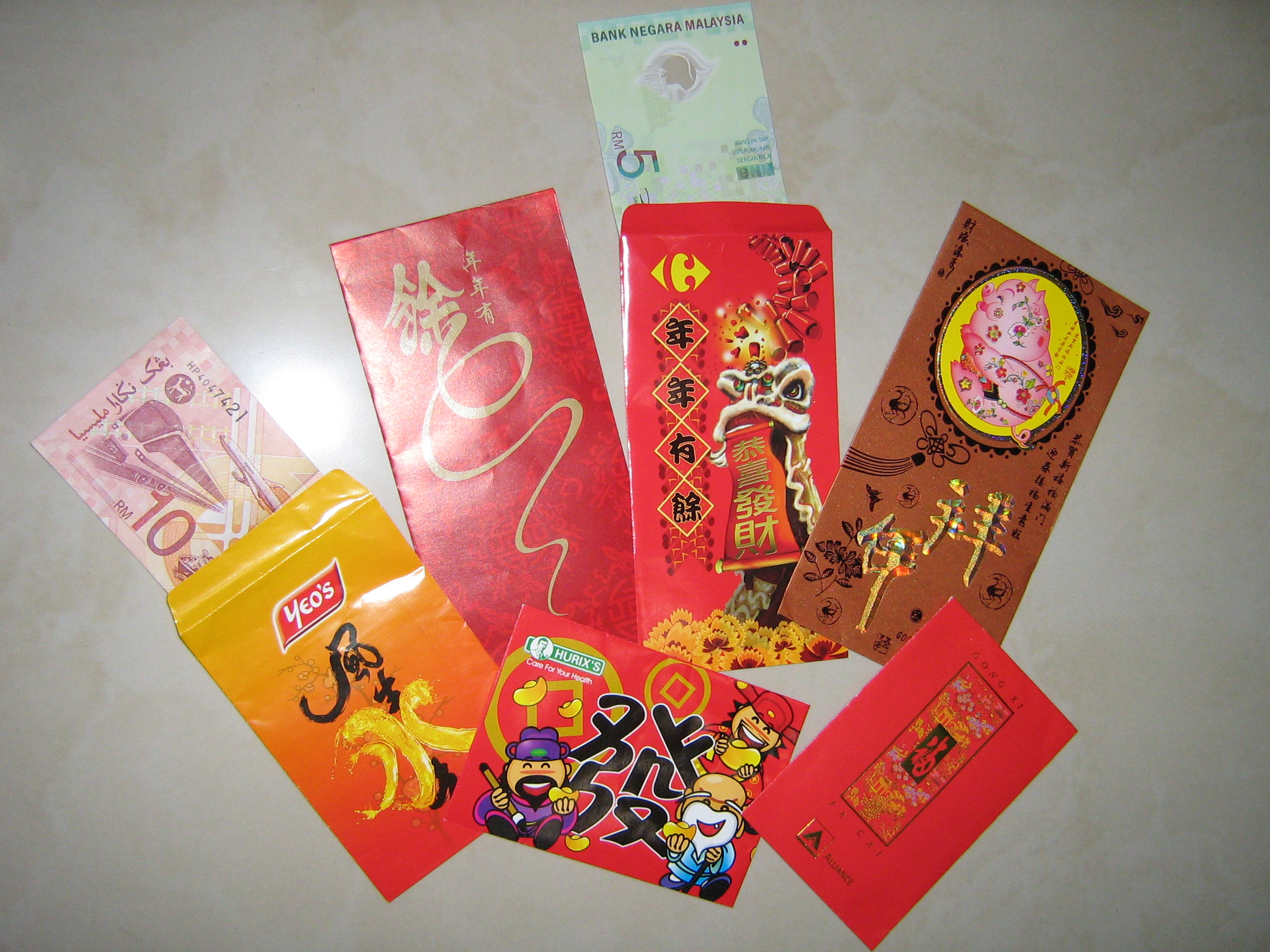
Різноманітні приклади сучасних червоних конвертів

Червоний конверт або червоний пакунок — це грошовий подарунок, який дарують під час свят або з нагоди особливих випадків, таких як весілля, випускний або народження дитини. Хоча червоний конверт є китайською традицією, інші культури також мають подібні традиційні звичаї. Червоний пакунок також називають «грошима, що захищають від старості» на китайський Новий рік.
Ці звичаї також були прийняті в деяких частинах Південно-Східної Азії та інших країнах, де також проживає значне етнічне китайське населення. У середині 2010-х років цифровий еквівалент цієї практики з'явився в додатках для обміну повідомленнями з системами електронних гаманців, локалізованих для китайського Нового року.

## Використання
Червоні конверти, більш відомі як Hong Bao (мандаринською мовою) або Lai See (кантонською мовою), — це подарунки, які дарують під час соціальних і сімейних зустрічей, таких як весілля чи свята, наприклад китайський Новий рік. Червоний колір конверта символізує удачу і є символом відганення злих духів. Його також дарують, коли людина йде в гості, як жест доброти для відвідування. Акт запиту червоних пакунків зазвичай називається tao hongbao або yao lishi (китайською мовою), а на півдні Китаю — dou li shi. Червоні конверти зазвичай роздають молодшому поколінню, яке зазвичай ще навчається в школі або неодружене.
Згідно з китайськими віруваннями, сума грошей у конверті зазвичай закінчується парною цифрою; подарунки з непарними грошима традиційно асоціюються з похоронами. Виняток існує для числа дев'ять, як вимова дев'яти (кит.: 九) є омофоном слова long (кит.: 久) і є найбільшою окремою цифрою. Все ще в деяких регіонах Китаю та в діаспорі для весіль віддають перевагу непарним числам, оскільки їх важко розділити. Існує також широко поширена традиція, згідно з якою гроші не можна давати четвірками або цифра чотири не повинна з'являтися в сумі, як-от у 40, 400 і 444, оскільки вимова слова чотири (кит.: 四) схожа до слова смерть (кит.: 死). Даруючи гроші, зазвичай дають нові чисті купюри замість старих брудних. Зазвичай перед китайським Новим роком біля банків вишиковуються довгі черги, де люди чекають нових рахунків.
На весільних бенкетах запропонована сума зазвичай призначена для покриття витрат присутніх, а також для молодят. Надані суми часто записуються в церемоніальні книги, щоб нова пара могла їх зберігати.
Під час китайського Нового року в Південному Китаї червоні конверти зазвичай дарують одружені неодруженим, більшість з яких діти. У північному та південному Китаї червоні конверти зазвичай дарують старші молодшим віком до 25 років (30 у більшості з трьох північно-східних провінцій), незалежно від сімейного стану. Сума грошей, як правило, купюри, щоб уникнути важких монет і ускладнити оцінку суми всередині перед відкриттям. У Малайзії прийнято додавати монету до банкнот, особливо в hong baos, які дарують дітям, що означає ще більше удачі.
Традиційно прийнято класти новенькі купюри в червоні конверти і не відкривати конверти на очах у родичів з ввічливості. Однак, щоб отримати гроші, молодшому поколінню потрібно схилитися, щоб подякувати старшим.
Їх також дарують під час китайського Нового року на робочому місці від високопоставленої особи (керівника або власника бізнесу) з її власних коштів працівникам на знак удачі на наступний рік.
У Сучжоу діти зберігали червоний конверт у своїй спальні після отримання. Вони вважали, що, поклавши під ліжко червоний конверт, можна захистити дітей. Дія, як вони тримають червоний конверт, відноситься до китайської, що означає «壓 yā». Ці ya sui qian не будуть використовуватися до кінця китайського Нового року. Під час нового року вони також отримували фрукти або торт.
В акторській майстерності також прийнято дарувати актору червоний пакунок, коли він або вона грає мертвого персонажа або позує для фотографії для некролога чи надгробного каменя.
Червоні пакунки також використовуються для доставки оплати за сприятливі послуги виконавцям танцю лева, релігійним практикам, вчителям і лікарям.
Червоні пакунки як форма підкупу в китайській кіноіндустрії були виявлені під час злому Sony у 2014 році.

### Віртуальні червоні конверти
Сучасна інтерпретація практики представлена у вигляді віртуальних червоних конвертів, реалізованих як частина мобільних платіжних платформ. Під час святкування китайського Нового року в 2014 році додаток для обміну повідомленнями WeChat представив можливість розповсюджувати віртуальні червоні конверти з грошима контактам і групам через свою платформу WeChat Pay. Запуск включав рекламну акцію в прямому ефірі під час новорічної урочистості CCTV — найпопулярнішої телевізійної програми Китаю — де глядачі могли виграти червоні конверти як призи.
Застосування WeChat Pay значно зросло після запуску, і через два роки на китайський Новий рік у 2016 році було надіслано понад 32 мільярди віртуальних конвертів (у 10 разів більше, ніж у 2015 році). Популярність функції породила наслідування від інших постачальників; виникла «війна червоних конвертів» між власником WeChat Tencent та його історичним конкурентом Alibaba Group, який додав подібну функцію до своєї конкуруючої служби обміну повідомленнями та проводив подібні акції роздачі. За оцінками аналітиків, протягом новорічних свят у 2017 році буде надіслано понад 100 мільярдів цифрових червоних конвертів. Дослідження показує, що ця популяризація віртуальних червоних пакетів відбувається через їх заразливість: користувачі, які отримують червоні пакунки, відчувають себе зобов'язаними наслідувати їхній приклад і надіслати інший.

## Походження
Деякі кажуть, що історія червоного пакунку сягає часів династії Хань (202 р. до н. е. — 220 р. н. е.). Люди створили тип монети, щоб відганяти злих духів, «ya sheng qian», і на передній частині було написано сприятливі слова, наприклад «Нехай ви проживете довге й успішне життя». Це були справжні гроші. Вважалося, що він оберігає людей від хвороб і смерті.
У династії Тан китайський Новий рік вважався початком весни, і крім привітань, старійшини дарували дітям гроші, щоб відігнати злих духів.
Після династій Сун і Юань звичай дарувати гроші на свято Весни перетворився на звичай дарувати дітям гроші на щастя. Люди похилого віку пронизували монети червоною ниткою.
У династіях Мін і Цін існувало два види щасливих грошей. Одну виготовляли з червоної нитки та монет, іноді її клали біля ніг ліжка у формі дракона. Інший — барвистий мішечок, наповнений монетами.
У династії Цін ім'я «yā suì qián» (压岁钱) підійшло. Книга Qīng Jiā Lù (清嘉录) записано, що «старійшини дають дітям монети, з'єднані червоною ниткою, гроші називаються Ya Sui Qian.
З епохи Китайської республіки (1912—1949) вона перетворилася на сотню монет, загорнутих у червоний папір, що означає «Живи тобі сто років!». Через відсутність отворів у сучасних монетах використання червоних конвертів стало більш поширеним, тому що монети більше не можна було протягнути ниткою. Пізніше люди взяли банкноти замість монет у червоних конвертах.
Після заснування Китайської Народної Республіки в 1949 році звичай дарувати молодому поколінню гроші старими продовжився.

## Інші звичаї
Інші подібні традиції існують і в інших країнах Азії.

### Етнічні китайці
У Таїланді, М'янмі (Бірма) і Камбоджі китайська діаспора та іммігранти запровадили культуру червоних конвертів.

### Камбоджа
У Камбоджі червоні конверти називають ang pav або tae ea. Ang pav передано з найкращими побажаннями від старших до молодших поколінь. Сума грошей в ang pav робить маленьких дітей щасливими і є найважливішим подарунком, який традиційно відображає найкращі побажання як символ удачі для старших. Ang pav можна подарувати в день китайського Нового року або Saen Chen, коли родичі збираються разом. Подарунок зберігається як предмет поклоніння, під наволочкою, або в іншому місці, особливо біля ліжка молодих, коли вони сплять у новорічний час. Подарунок в ang pav може бути як грошима, так і чеком, більш-менш залежно від благодійності жертводавців.
Традиція доставки ang pav традиційно переходить від покоління до покоління дуже давно. Ang pav не буде надано комусь із членів сім'ї, який зробив кар'єру, але ця особа має натомість передати це своїм батькам та/або своїм молодшим дітям чи братам і сестрам.
На весіллі запропонована сума зазвичай призначена для покриття витрат учасників, а також для допомоги молодятам.

### В'єтнам

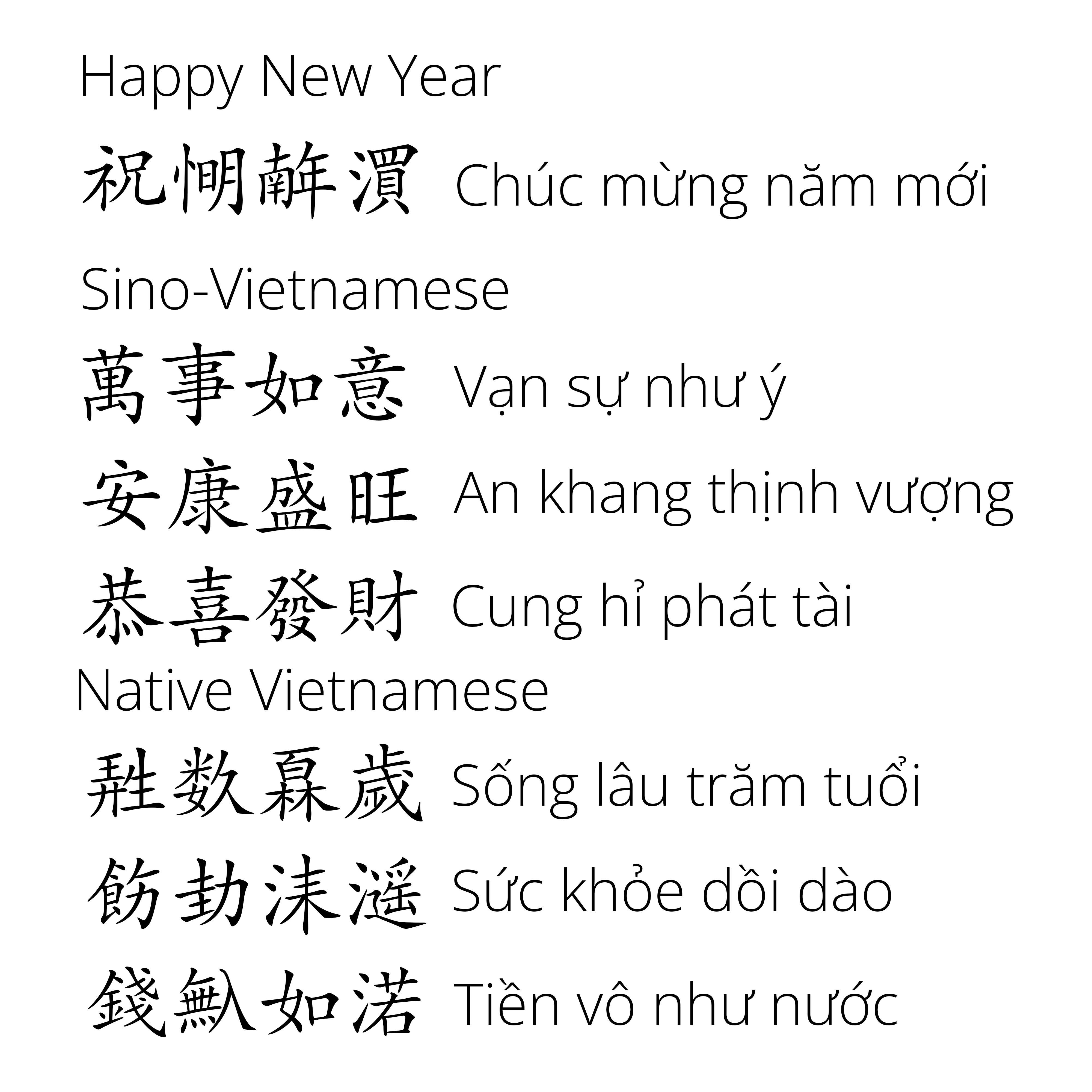
Привітання Tết показано в'єтнамським алфавітом, chữ Hán і chữ Nôm

У В'єтнамі червоні конверти є традиційною частиною в'єтнамської культури, вважаються щасливими грошима і зазвичай даруються дітям під час в'єтнамського Нового року. Зазвичай їх дарують старші та дорослі, де молодше покоління обмінюється привітаннями чи пропозиціями здоров'я та довголіття. Типові привітання включають „Sống lâu trăm tuổi“(𤯩𥹰𤾓歲), „An khang thịnh vượng“ (安康興旺), „Vạn sự như ý“ (萬事如意) і „Sức khỏe dồi dào“ (飭劸洡𤁠), усі вони пов'язані з ідеєю побажання здоров'я та процвітання з віком у В'єтнамі на в'єтнамський Новий рік. Типова назва щасливих грошей — lì xì (利市) або, рідше, mừng tuổi (𢜠歲).

### Південна Корея
У Південній Кореї на Новий рік дітям дарують рідні грошові подарунки. Проте використовуються щасливі сумки («bokjumeoni 복주머니» корейською мовою).

### Японія
Грошовий подарунок otoshidama (お年玉) дарують дітям рідні на Новий рік. Білі або прикрашені конверти (otoshidama-bukuro (お年玉袋)) використовуються замість червоного, причому на лицьовій стороні зазвичай пишеться назва одержувача. Подібна практика, shūgi-bukuro, спостерігається на японських весіллях, але конверт складається, а не запечатується, і прикрашається складним бантом, який називається mizuhiki.

### Філіппіни
На Філіппінах китайські філіппінці обмінюються червоними конвертами (ang pao) під час місячного Нового року, що є легко впізнаваним символом. Червоний конверт отримав ширше визнання серед філіппінців некитайців, які прийняли цей звичай для інших випадків, таких як дні народження та дарування грошових aguinaldo під час Різдва.

### Зелений конверт
Малайські мусульмани в Малайзії, Брунеї, Індонезії та Сінгапурі прийняли китайський звичай роздавати грошові подарунки в конвертах під час святкування Ід аль-Фітр (мал. Hari Raya Aidilfitri), але замість червоних пакунків — будь-які інші кольорові конверти. використовуються, найчастіше зелені. Зазвичай родина має (зазвичай невеликі) гроші в зелених конвертах, готових для відвідувачів, і може надіслати їх друзям і родині, які не можуть відвідати. Зелений колір використовується через його традиційну асоціацію з ісламом, а адаптація червоного конверта базується на мусульманському звичаї садаки, або добровільної благодійності. Незважаючи на те, що садака присутня в Корані, вона набагато менш офіційно встановлена, ніж інколи подібна практика закяту, і в багатьох культурах вона приймає форму, ближчу до дарування подарунків і щедрості серед друзів, ніж до благодійності в строгому сенсі, тобто жодних спроб не заборонено, зроблено, щоб дати більше гостям, які „нужденні“, і це не є релігійним обов'язком, як часто розглядається ісламська благодійність. Серед сунданського народу, хлопчикові, якому нещодавно зробили обрізання, дарують грошові подарунки, відомі як panyecep або uang sunaten національною мовою Індонезії.

### Фіолетовий конверт
Традицію ang pao також перейняло місцеве індійське населення Сінгапуру та Малайзії для Діпавалі. Вони відомі як Deepavali ang pow (у Малайзії), фіолетові ang pow або просто ang pow (у Сінгапурі). Жовті конверти для Діпавалі також іноді були доступні в минулому.